# Marie-Christine Decker
Pour les articles homonymes, voir Decker.
Marie-Christine Maillet-Decker, née le 28 décembre 1961 à Marseille et morte le 17 décembre 2021 à Marignane, est une joueuse de basket-ball française.

## Biographie
Marie-Christine Decker est la fille de la joueuse de basket-ball Anne-Marie Colchen.
Elle évolue en club au CSM Marignane, au Stade Marseillais Université Club ainsi qu'au CS Toulon.
Elle joue cinq matchs pour l'équipe de France entre 1980 et 1981, inscrivant 52 points.
Elle entraîne ensuite au Basket Club Saussetois et officie en tant qu'arbitre.